# Станіслав Одровонж (жарнувський каштелян)
Станіслав Одровонж (пол. Stanisław Odrowąż; пом. 1542/1543) — польський шляхтич, урядник, дипломат Королівства Польського.

## Життєпис
Підписувався «Станіслав зі Спрови». Син віслицького каштеляна Евстахія Одровонжа та його дружини — Уршулі, доньки люблінського воєводи Кшеслава з Курозвенк.
Разом із братом Яном (сандомирським хорунжим) після смерти батька стали опочненськими старостами. Після смерти брата з 1515 року став єдиним (1533 року — дожиттєвим) опочненським старостою. Замок у Завихості король викупив у братів 1507 року.
У 1509 р. був жарнувським каштеляном. У травні 1525 р. призначений послом до Порти для укладення 6-ти (або хоча б 3-х) річного миру, зняття з короля підозр щодо намірів взяття Кілії, Білгороду, які поширив молдавський господар Штефан V.
У 1526 р. став бецьким каштеляном. 6 січня 1530 р. був у складі посольства Сенату, яке вітало новообраного короля Сигізмунда ІІ Августа. У 1533 р. отримав щорічну пенсію 50 гривень із державної скарбниці.
Перед 6 вересня 1537 р. став руським воєводою. У 1538—1539 роках був одним з комісарів короля для владнання питання викупу королевою Боною Самбірського староства в подільського воєводи Станіслава Одровонжа, був прихильником Бони. Отримав село Коханівку на території Белзького воєводства. Мав двір у Кракові, відданий до використання дім на передмісті Пйотркува.
Помер між 9 вересня 1542 р. і 11 березня 1543 р.

### Сім'я
Дружину — доньку краківського райця Єжи Морштина Ядвігу — зашлюбив перед 22 березня 1511. Дала йому 10000 золотих віна, померла по 1531. 
Мали сина Станіслава, який підписувався «Одровонж зі Спрови», 1539 року навчався у Падуї. Помер 1554 року без нащадків, був останнім у роді Одровонжів. Станіслав Гурскі характеризував його як жадібного (хапливого) до грошей, без власної позиції та авторитету гуляку.